# بلیتزکریگ (گروه موسیقی)
بلیتزکریگ (به انگلیسی: Blitzkrieg) یک گروه هوی متال انگلیسی است که در سال ۱۹۸۰ بیان گذاشته شد. خاستگاه آن‌ها شهر لیستر است. ترکیب گروه طی نزدیک به ۳ دهه فعالیت‌شان بارها دست‌خوش تغییر شده به شکلی که در حال حاضر فقط برایان راس(خواننده) از اعضای بنیان‌گذار در بلیتزکریگ حضور دارد.
بلیتزکریگ از گروه‌های کم‌تر شناخته شدهٔ موج نو هوی متال بریتانیا است و شاید اگر متالیکا ترانهٔ «بلیتزکریگ» آن‌ها را در دههٔ ۹۰ میلادی بازخوانی نمی‌کرد مدت‌ها پیش و در گمنامی از صحنهٔ موسیقی راک اند رول حذف شده‌بودند.

## اعضا

### کنونی
- برایان راس: خواننده (۱۹۸۰ تا ۱۹۸۱- ۱۹۸۴ تا ۱۹۹۱- ۱۹۹۲ تا ۱۹۹۴- ۱۹۹۶ تا ۱۹۹۹- ۲۰۰۱ تاکنون)
- کِن جانسون: گیتاریست (۲۰۰۲ تاکنون)
- گای لاوریک: گیتاریست (۲۰۰۶ تاکنون)
- پال برویس: باسیست (۲۰۰۴ تاکنون)
- فیل برویس: درامر (۱۹۹۹ - ۲۰۰۱ تاکنون)

## آلبوم‌ها

### استودیویی
| نام آلبوم                  | سال انتشار |
| -------------------------- | ---------- |
| ۱. Buried Alive            | ۱۹۸۱       |
| ۲. A Time of Changes       | ۱۹۸۵       |
| ۳. Ten Years of Blitzkrieg | ۱۹۹۱       |
| ۴. Unholy Trinity          | ۱۹۹۵       |
| ۵. Ten                     | ۱۹۹۷       |
| ۶. The Mists of Avalon     | ۱۹۹۸       |
| ۷. Absolute Power          | ۲۰۰۲       |
| ۸. Absolutely Live         | ۲۰۰۴       |
| ۹. Sins and Greed          | ۲۰۰۵       |
| ۱۰. Theatre of the Damned  | ۲۰۰۷       |